# مركز اعتقال كهريزاك
مركز اعتقال كهريزاك (باللغة الفارسية: بازداشتگاه کهریزک) هو منشأة لاحتجاز السجناء يديرها النظام القضائي الإيراني في جنوب طهران.

## احتجاجات ما قبل انتخابات 2009
في بادئ الأمر، أجرت السلطات خططًا تستهدف مركز اعتقال كهريزاك في عام 2001. ومن الواضح أنه تم بناء زنزانات المركز الذي يقع تحت الأرض؛ بحيث لا تسمح بحرية وصول الهواء الطلق ولا توفر مرافق المراحيض. ومع تعيين أحمد رضا رادان في منصب رئيس شرطة طهران، أصبح المركز مكانًا رئيسيًا لتنفيذ «خطة الأمن العام» التي تستهدف مدمني المخدرات وما يسمى بـ «البلطجية والمشاغبين» الذين يشكلون تهديدًا على الأخلاق العامة.
وفي إطار ذلك، تم نشر التقارير التي تكشف عن المعاملة غير الإنسانية التي يتلقاها السجناء في كهريزاك، مع بعض من تلك التقارير التي تقارن بين الظروف غير المواتية هناك وبين الجناح 209 السياسي بـ سجن إيفين. وفي نفس السياق، نشرت الجماعات المعارضة تقارير غير مؤكدة تكشف عن انتهاكات لحقوق الإنسان؛ ويشهد على ذلك وجود ما يقرب من 6000 حالة وفاة داخل السجن خلال الفترة بين عامي 2007 و2008.

## احتجاجات انتخابات 2009
ألقي القبض على عدة آلاف من المدنيين والنشطاء بعد الانتخابات الرئاسية المتنازع عليها في عام 2009. وأشار رئيس قوات الأمن الوطني، إسماعيل أحمدي مقدم، في مقابلة له مع التليفزيون الحكومي في 5 أغسطس 2009 أنه لا يتم تسليم سوى أخطر المجرمين المشاركين في احتجاجات الانتخابات لمركز كهريزاك، الذي يسع لـ 50 سجينًا. ويتم الدفع بالباقين إلى سجن إيفين. وتستخدم قوات مكافحة الشغب وأفراد من ميليشيات الباسيج بطهران الأماكن الرسمية وغير الرسمية لاحتجاز المشتبه بهم المتهمين بتهديد الأمن الوطني والأمن العام خلال الاحتجاجات، بما في ذلك مركز اعتقال المستوى الرابع التابع لمبنى وزارة الداخلية. واعترف أحمدي مقدم كذلك في مقابلة تليفزيونية أن أغلبية المساجين البالغ عددهم 140 سجينًا الذين زعم أنهم محتجزون بكهريزاك كانوا مشتبهًا بهم بأولوية منخفضة. ولقد كان محسن روح الأميني، ابن السياسي المحافظ الذي دعم المرشح السياسي البراغماتي محسن رضائي، من بين سجناء كهريزاك.
في 9 أغسطس 2009، في خطاب وجهه لرئيس مجلس الشورى والمصلحة العامة بإيران، طالب مهدي كروبي بالتحقيق في السجون الإيرانية للكشف عن حالات تعذيب محتملة وبخاصة التحرش الجنسي للرجال والنساء. ثم في 19 أغسطس، كتب لرئيس البرلمان على لاريجاني، طالبًا مقابلته والرئيس محمود أحمدي نجاد، ورئيس السلطة القضائية آية الله صادق لاريجاني، والرئيس السابق أكبر هاشمي رفسنجاني والمدعي العام للدولة لـ "القيام شخصيًا بتقديم مستنداته وأدلته التي تثبت وجود حالات اعتداء جنسي داخل بعض السجون وبخاصة كهريزاك.”
ولكن رفض كل من على لاريجاني وصادق لاريجاني (اللجنة القضائية) رسميًا ادعاءاته وأمر ممثلو ونائب رئيس لجنة الأمن القومي في البرلمان بحكومة علي خامنئي باعتقال كروبي.

## إساءة معاملة المعتقلين
أعقب عملية إطلاق سراح بعض السجناء من سجن كهريزاك في 28 يوليو 2009 عددٌ من الشهادات التي ظهرت في الصحافة الأجنبية والمعارضة التي تتناول البحث في الأوضاع داخل السجون. وأفادت التقارير الإخبارية المختلفة بمدى ضيق وقذارة الزنزانات؛ والتي فيها يتعرض السجناء بشكل روتيني لـ الإساءة اللفظية ويتناوب الحراس ضربهم، في بعض الأحيان حتى الموت. ووفقًا لإحدى الروايات، شارك أحمد رضا رادان، يوميًا في عمليات الضرب هذه. ونفى أحمدي مقدم تلك التقارير التي تدين رادان وأوضح أنها ليست سوى شائعات لا أساس لها. وكان محسن روح الأميني وأمير جافاديفار اثنين من السجناء الذين ورد أنهم لقوا حتفهم إثر تعرضهم لـ التعذيب في سجن كهيزاك. وفي سياق متصل، أفاد التقرير الطبي أن سبب وفاة روهولاميني يرجع في الأصل إلى «الإجهاد البدني، والتأثيرات الناتجة عن احتجازه في ظروف سيئة، وضربات متعددة وجروح خطيرة في أنحاء الجسم.» ولاحقًا، لقي الطبيب الذي كتب هذا التقرير، رامین پوراندرجانی، حتفه في ظروف غامضة في مقر الشرطة. وأفاد تقرير تشريح جثة جافاديفار إلى أن الوفاة يرجع سببها إلى الإصابة بجروح حادة نتيجة الاعتداء بالضرب المبرح.

## ردود الفعل الوطنية
بعد الاعتقالات الجماعية للمدنيين والنشطاء الإصلاحيين على أيدي الشرطة الإيرانية، أدان عدد من المفكرين والنشطاء الإصلاحيين الإيرانيين هذه الاعتقالات، وطالبوا بإطلاق سراح المحتجين المسجونين.
وفي خطاب قوي وحاسم بشكل استثنائي، انتقد زعيم المعارضة الإيراني، مير حسين موسوي في 17 يوليو علانيةً الاعتقالات وحالات القتل التي يتعرض لها المحتجون. وأشار رئيس الوزراء السابق موسوي أنه «كيف يمكن لقادة بلادنا ألا يصرخوا ويذرفوا الدمع حزنًا على هذه المآسي؟ ... هل حقًا لا يمكنهم رؤيتها، أو الشعور بها؟ إن هذه الأمور تعمل على اسوداد بلادنا، واسوداد قلوبنا. وإذا التزمنا الصمت، فستدمرنا وتهوي بنا في الجحيم.»
طالب آية الله العظمى حسين علي منتظري في 29 يوليو بمقاضاة أي شخص مسؤول عن هذه الانتهاكات. فصرح قائلًا «هل يمكن للحكومة خداع الأشخاص من خلال إغلاق مركز الاعتقال وإلقاء اللوم على المبنى عن كافة الانتهاكات». «وما المكاسب التي تجنيها الحكومة من هذه الأزمة، سوى إثارة غضب الغالبية العظمى من الناس وإضعاف الجمهورية الإسلامية؟» وأضاف «هل كان نظام الشاه قادرًا على مقاومة موجة عدم الرضا من خلال استخدام أساليب الإرهاب والقمع والرقابة، والتعذيب، والإكراه على الإدلاء باعترافات والدعاية الكاذبة؟»;
وقال آية الله العظمى أسد الله بيات زنجاني:«نحن شاهدون على ارتكاب أعمال محزنة باسم النظام وتحت لواء الله؛ وهو ما يؤلم قلوب كافة المناصرين للجمهورية الإسلامية».”

## إغلاق المركز وإجراء التحقيقات
على الرغم من التقارير العديدة التي تكشف عن موت وتعذيب المحتجين الذين ألقي القبض عليهم في السجون الإيرانية، لم يتخذ الرئيس الإيراني أو رئيس السلطة القضائية أي إجراء لوقف هذه الجرائم.
ولقد كانت هذه الجرائم خطيرة لدرجة أن حتى السياسيين المحافظين المعروفين جيدًا أمثال علي مطهري أعربوا عن قلقهم بشأن ارتكاب هذه الجرائم.
غير أنه فقط بعد وفاة أحد أبناء السياسيين المحافظين، الأمر الذي دفع المرشد الإيراني علي خامنئي ورئيس السلطة القضائية، هاشمي شاهرودي إلى التدخل وإصدار أمر بإغلاق مركز اعتقال كهريزاك.
تم إصدار إعلان رسمي في 5 أغسطس 2009، والذي يكشف عن إلقاء القبض على ثلاثة حراس سجن لتورطهم بتعذيب المعتقلين في سجن كهريزاك.
في 19 ديسمبر 2009، اعترفت السلطات الإيرانية أن ما لا يقل عن ثلاثة محتجين قد أبرحوا ضربًا حتى الموت في سجن كهريزاك. ووجهت التهم لأحد عشر مسؤولًا بالسجن بارتكاب جرائم، ومن بينها تهمة القتل.
عين البرلمان الإيراني لجنة للتحقيق في الأحداث. وأصدرت اللجنة تقريرًا في يناير 2010 يشير إلى تورط النائب العام السابق بطهران سعيد مرتضوي ووقوفه وراء تلك الانتهاكات. وقبل أيام من صدور التقرير، عين الرئيس الإيراني محمود أحمدي نجاد مرتضوي مستشارًا خاصًا له للتهريب، الأمر الذي لم يكن في حقيقة الأمر سوى محاولة لحماية مرتضوي من الملاحقة القضائية.

## إعادة فتح مركز اعتقال كهريزاك
في 5 أغسطس 2009، صرح محمود أحمدي نجاد أن القوات الأمنية كانت قد أعادت بناء منشأة كهريزاك بحيث تلبي معايير السجن الوطنية وإعادة فتح أبوابها في غضون شهر واحد.